# IX dinastia egizia
La IX dinastia egizia si colloca all'interno della fase storica definita primo periodo intermedio e si sviluppa, unitamente alla successiva X dinastia, negli anni dal 2160 a.C. al 2040 a.C..

## Storia
Per questo periodo le fonti di cui disponiamo sono estremamente limitare e frammentarie. Le liste reali di Abido e Saqqara ignorano del tutto questa dinastia, il Canone Reale è gravemente danneggiato nella quarta colonna e rimangono leggibili solo alcuni nomi su un totale di circa 18 (dinastia IX e X).

La lista di Manetone riporta solamente: ...19 re di Eracleopoli, che regnarono 409 anni. Akhthoes, il primo di questi, più terribile di quanti siano mai stati prima causò malanni a tutti quelli che erano in Egitto ma dopo cadde vittima della pazzia e fu distrutto da un coccodrillo.
I pochi documenti coevi sembrano confermare che questa dinastia, come la X, ebbe per capitale Eracleopoli e che il suo controllo sull'Egitto non fu completo.
È probabile che alcuni sovrani appartenenti a questa dinastia abbiano regnato contemporaneamente agli ultimi dinasti dell'VIII dinastia e insieme ai sovrani della X dinastia e forse a qualcuno della XI.

## Lista dei sovrani
| Nomen     | Altri nomi    | Note |
| --------- | ------------- | ---- |
| Kheti     | Akhthoes      |      |
| Neferkara | Neferkara III |      |
| Kheti     | Kheti II      |      |
| Senen...  |               |      |
| Meri...   |               |      |
| Shed...   |               |      |
| H...      |               |      |

## Cronologia
| Periodo                  | Dinastia | Anni di regno         |
| ------------------------ | -------- | --------------------- |
| Primo periodo intermedio | IX       | 2160 a.C. - 2040 a.C. |